# 오코치 히데쓰나
오코치 히데쓰나(일본어: 大河内秀綱, 1546년 ~ 1618년 10월 31일)는 센고쿠 시대부터 아즈치모모야마 시대까지의 무장이다. 오코치 노부사다의 아들. 자식은 히사쓰나, 마쓰다이라 마사쓰나, 아키모토 야스토모의 부인 등이 있다.
| 전임 오코치 노부사다 | 제12대 오코치 종가 16세기 ~ 1618년 | 후임 오코치 히사쓰나 |